# Teoría de la sangre pura en Corea

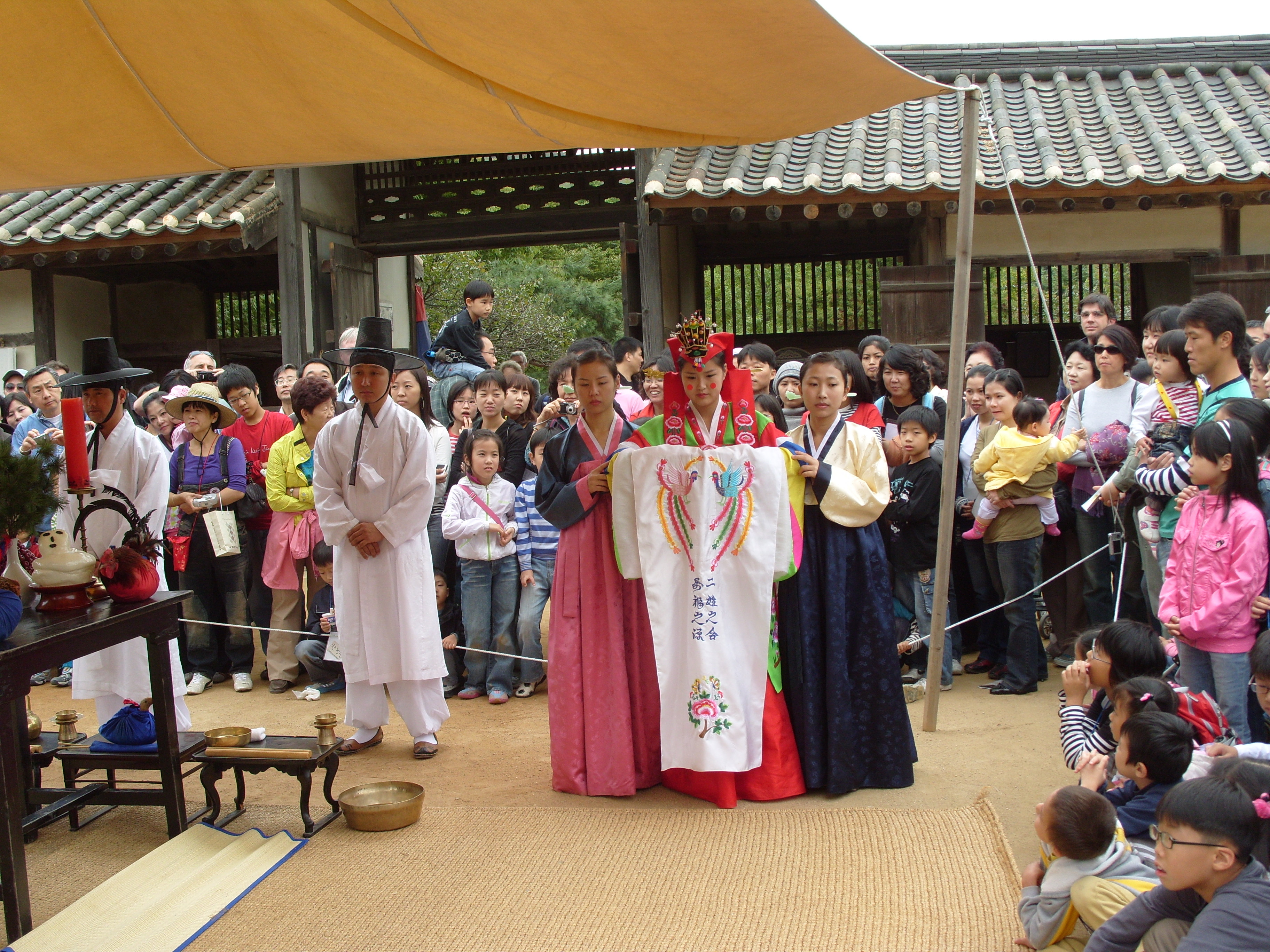
Pueblo coreano.

La teoría de la sangre pura en Corea (en hangul, 순혈주의; en hanja, 純血主義; romanización revisada, Sunhyeoljuui) se refiere a una noción de que los coreanos son la raza más pura y más limpia de un único ancestro.
La ideología de la raza más pura comenzó en el siglo XX cuando Japón anexó el Imperio de Corea y puso en marcha una campaña de influencia nazi para persuadirlos de que eran de la misma estirpe racial pura de los japoneses mismos. Después de la independencia a finales de 1940, tanto Corea del Sur como Corea del Norte disputaron la homogeneidad étnica de la nación coreana basada en una línea de sangre única de la "Gran Han" como una raza divina.
A pesar de la evidencia histórica y genética que desmiente esta teoría, esta ideología ha dado a los coreanos gran valor de nacionalismo, supremacía racial y homogeneidad racial.[cita requerida]